# 土山直純
土山 直純（つちやま なおずみ、1982年7月26日 - ）は、日本の男性プロボクサー。長崎県長崎市出身。日本で初めての義足のプロボクサーである。身長180cm。長崎県立長崎北高等学校卒業。

## 来歴
5歳の時に右足首から下を切断し、義足となる。
高校時代にボクシングを始め、長崎高校総合体育大会ウェルター級準優勝、九州高校総合体育大会ウェルター級第3位となる。
2001年、元WBA世界ジュニアウェルター級チャンピオンの平仲明信が会長を務める平仲ボクシングスクールジムに入門。
JBCの医事規則では義手、義足ではプロ資格を認めていない為、日本ではなく海外でのプロデビューを目指した。
2005年5月、フィリピン南部ミンダナオ島（カガヤンデオロ）ELORDE GYMに入門。
2006年6月17日、フィリピンでプロデビュー。負けたらライセンス剥奪という条件下で4ラウンド判定勝利。
その後、ロサンゼルスのWILD CARD GYM、輪島ジムなどで修行し、現在もフィリピンを主戦場としている。
ボクシングの他にも映画出演やモデルとしての活動も行っている。

## 戦績
- アマチュアボクシング: 10戦 8勝 5KO/RSC 2敗
- プロボクシング: 8戦 5勝 3KO 2敗 1分

## テレビ
- テレメンタリー2006（テレビ朝日）
- Challenge! Global Athlete（J SPORTS）

## 映画
- 224466（監督・浅野忠信）
- ヘルタースケルター（監督・蜷川実花）
- knock for knock （監督・Antony Crook）本人主演ドキュメンタリー映画。MogwaiのPVも兼ねる。

## 雑誌
- VOGUE HOMME JAPAN創刊号(コンデナスト・パブリケーションズ・ジャパン）
- THE FORCE（株式会社メディアソフト）
- ターザン（マガジンハウス）
- AERA（朝日新聞）
- 週刊プレイボーイ（集英社）
- 実話ナックルズ（ミリオン出版）
- 読売ウイークリー（読売新聞）
- ボクシング・ワールド（MACC出版）

## その他
- サントリーフレシネ「夏のフレシネ」メインモデル
- MIZUNO CREATION 2009 SPRING&SUMMERのカタログ
- SUPER TOKYO BY レスリー・キー LESLIE KEE（写真集）
- YOUTH BY ライアン・チャンRYAN CHAN（写真集）
- 新聞多数